# Deigloria
Deigloria — рід грибів родини маразмієві (Marasmiaceae). Назва вперше опублікована 1980 року.

## Класифікація
До роду Deigloria відносять 5 видів:
- Deigloria amoena
- Deigloria modesta
- Deigloria paraguayensis
- Deigloria pulchella
- Deigloria pulcherrima